# Costa (anatomia)

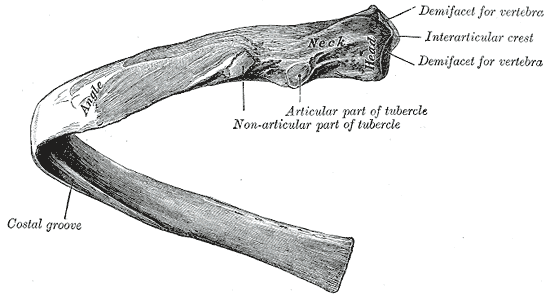
Una costa o costola

La costa, o costola, (dal latino costa/costula) è un osso del torace pari e simmetrico. L'insieme delle coste con lo sterno e le vertebre toraciche costituisce la gabbia toracica, che protegge il cuore e i polmoni.

## Struttura
La costola è un osso non piatto ma nastriforme; ogni essere umano ne possiede dodici paia, per un totale di 24.  
La costa si estende solitamente dallo sterno fino ad arrivare, curvandosi posteriormente, a due principali punti di intersezione con le vertebre della colonna vertebrale.
Anteriormente la costa può connettersi con lo sterno, grazie ad apposite superfici articolari.
Posteriormente la testa della costa si interconnette con il corpo inferiore di una vertebra e il corpo superiore della vertebra sottostante.
Subito più internamente, nella struttura della costa, dopo la testa, troviamo il tubercolo della costa, che rappresenta la superficie articolare che andrà a fissarsi con il processo trasverso della vertebra corrispondente.

### Tipi di coste
Le prime sette coste si articolano con lo sterno, e sono dette coste vere, pure o sternali.  L'ottava, la nona e la decima costa sono dette false, spurie o asternali, in quanto le loro cartilagini costali si articolano con la cartilagine della costa posta superiormente e non con lo sterno. L'undicesima e la dodicesima terminano anteriormente libere e sono dette coste fluttuanti.
Nei giapponesi la decima costa è normalmente fluttuante. Tale condizione fisiologica è riscontrabile con un'incidenza sulla popolazione umana che varia fra il 35% e il 70% a seconda dell'etnia di appartenenza. 

## Articolazioni
- articolazione della costa
- articolazione sterno-clavicolare
- articolazione intercostale
- articolazione costo-vertebrale

## Spazi intercostali

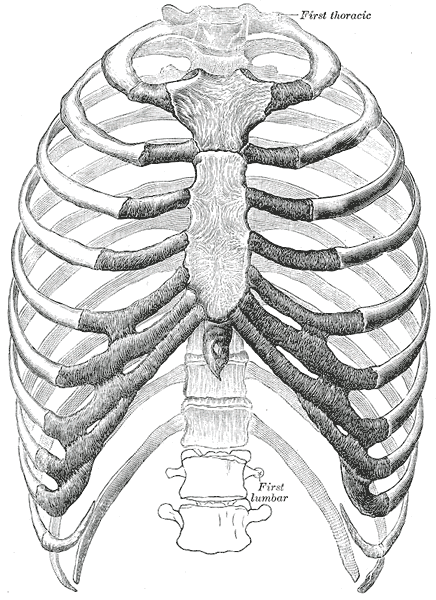
La gabbia toracica

Tali spazi sono riempiti da vene, arterie, nervi e da muscoli definiti intercostali:
- Vena intercostale posteriore
- Arteria anteriore
- Arteria posteriore
- Nervi intercostali
- Muscoli intercostali, sono i muscoli che si trovano negli spazi intercostali e si distinguono in interni, esterni e medi.

### Muscoli intercostali interni
Si connettono dal margine inferiore di una costa, al margine superiore della costa sottostante. La direzione delle fibre muscolari è dall'avanti alirazione (muscoli espiratori).

### Muscoli intercostali esterni
Hanno una direzione delle fibre opposta rispetto ai muscoli intercostali interni, contraendosi alzano le coste facilitando l'inspirazione (muscoli inspiratori).

### Movimenti
I movimenti che interessano le coste e i muscoli intercostali rientrano nella normale attività di respirazione: inspirazione ed espirazione con conseguente innalzamento ed abbassamento della cassa toracica.

## Inserzioni muscolari
La muscolatura delle coste è rappresentata da muscoli che si legano alla cassa toracica.
Esiste una muscolatura intrinseca, dove le inserzioni dei muscoli sono entrambe su ossa della gabbia toracica. Essa è costituita dai muscoli intercostali precedentemente analizzati.
La muscolatura estrinseca comprende, invece, muscoli dove le inserzioni sono sia sulle ossa interne che esterne alla gabbia toracica.
Sulla superficie superiore della prima costa si inseriscono il muscolo succlavio, lo scaleno anteriore e lo scaleno medio. Lo scaleno posteriore si inserisce invece sulla seconda costa. Altri muscoli che si inseriscono sulle coste sono il grande pettorale, il piccolo pettorale, il dentato anteriore, il dentato posteriore e il retto dell'addome. Sulla dodicesima costa hanno inserzione anche il grande dorsale, l'obliquo esterno, il muscolo sacro-spinale e alcuni fasci del diaframma.

## Anatomia comparata
Nei pesci si riscontrano 4 costole per ogni vertebra, e talvolta non sono facilmente visibili anche ad occhio nudo, ma in tutti gli altri vertebrati (tetrapodi) ogni vertebra ha un solo paio di costole.
Negli anfibi le costole sono ridotte e fuse con le vertebre, mentre nella maggior parte dei rettili le costole sono presenti lungo quasi tutta la colonna vertebrale, esclusa la regione caudale.
Al contrario, in quegli amnioti nei quali il sistema respiratorio è particolarmente sviluppato (il diaframma si trova in mammiferi e coccodrilli, i sacchi aeriferi negli uccelli) le costole si riducono o sono assenti nella parte posteriore del tronco e quindi la presenza o assenza delle costole costituisce il limite tra le regioni rispettivamente toracica e lombare della colonna vertebrale dorsale.
In alcuni animali come i serpenti le costole possono diventare supporto e protezione per l'intero corpo.
Nelle tartarughe le costole si uniscono alle ossa dermiche (osteodermi) a formare il carapace (la parte dorsale del guscio).

## La costa di Adamo
Nella Bibbia [Genesi Cap.2 versetto 21-22] si narra che la donna fu convenientemente creata dalla costa di Adamo.
Secondo una credenza popolare abbastanza diffusa ma erronea, gli uomini avrebbero una costa in meno rispetto alle donne, eredità dell'asportazione subita da Adamo. Tuttavia, tale condizione non è stata ereditata.